# Glăvănești
Glăvănești est une commune du județ de Bacău en Roumanie.